# ابووهیب بهلول
ابووهیب بهلول یا هفتمین سفیر نام یک مجموعهٔ تلویزیونی ایرانی به کارگردانی «رضا شالچی» است که در سال ۱۳۷۵-۱۳۷۴ تولید و از سیمای جمهوری اسلامی ایران پخش گردید.

## بازیگران و عوامل تولید

### بازیگران
- مصطفی عبداللهی
- هومن برق‌نورد
- محمد پورحسن
- پرویز حکیمی
- حسین لطفی
- علی جاویدفر
- مژگان ترانه
- نسرین امینی
- داود نعمتی
- مجید کریمی
- شیدا علیخانی
- فرانک نیکویی
- رضا مختاری
- ناصر نورنژاد
- محمود صحرایی
- شهریار تیمورپور
- نورالله مهدی‌خانی

• غلامحسین زواره

### عوامل تولید
- نویسنده و کارگردان: رضا شالچی
- تصویربردار: نورعلی قاسمی
- تدوین: سعید کرم درآبادی
- تهیه‌کننده: رضا شالچی
- فرمتپرونده: ویدئویی
- مدت زمان: ۳۹۰ دقیقه
- محصول: سیمای برون‌مرزی
- سال تولید و پخش: ۱۳۷۵-۱۳۷۴